# 长尾黄耆
长尾黄耆（学名：Astragalus alopecias）是豆科黄芪属的植物。分布于中亚、伊朗、西伯利亚、阿富汗以及中国大陆的新疆等地，生长于海拔1,800米至2,200米的地区，见于路旁以及山坡草地，目前尚未由人工引种栽培。